# David Taro
David Taro (6 luglio 1984) è un calciatore salomonese, difensore del Hekari United e della Nazionale salomonese.

## Carriera
Ha esordito con la Nazionale salomonese nel 2007.